# Parastenoterys punctatus
Parastenoterys punctatus är en stekelart som beskrevs av Girault 1915. Parastenoterys punctatus ingår i släktet Parastenoterys och familjen sköldlussteklar. Inga underarter finns listade i Catalogue of Life.